# Enrique Troncoso Troncoso
Enrique Troncoso Troncoso (* 11. November 1937 in Alhué; † 29. März 2018 in Santiago de Chile) war ein chilenischer Geistlicher und römisch-katholischer Bischof von Melipilla.

## Leben
Enrique Troncoso Troncoso, ältester von sechs Brüdern, besuchte das Knabenseminar in Santiago und wechselte 1955 an das Päpstliche Priesterseminar von Santiago, wo er Philosophie studierte; Theologie studierte er an der Katholischen Universität von Chile. 1961 wurde er zum Diakon geweiht. Der Erzbischof von Santiago de Chile, Raúl Silva Henríquez SDB, spendete ihm am 23. Dezember 1961 in der Iglesia del Colegio de San Ignacio die Priesterweihe. Nach seelsorgerischer Tätigkeit absolvierte er ein Theologiestudium an der Päpstlichen Universität Salamanca am Standort Madrid. 1978 wurde er Pfarrer in Talagante, Chile. 1982 wurde Troncoso Generalsekretär des Erzbistums Santiago und war zudem Pfarrer von Santa Filomena de Santiago. Am 3. März 1985 Vizerektor des Päpstlichen Priesterseminars von Santiago.
Papst Johannes Paul II. ernannte ihn am 15. Juli 1989 zum Bischof von Iquique. Der Erzbischof von Santiago de Chile, Juan Francisco Kardinal Fresno Larraín, spendete ihm in der Votivkirche von Maipú am 12. August desselben Jahres die Bischofsweihe; Mitkonsekratoren waren Carlos González Cruchaga, Bischof von Talca, und Alberto Jara Franzoy, Bischof von Chillán. Als Wahlspruch wählte er Vengo a hacer tu voluntad (Ich komme, um deinen Willen zu tun.).
Am 28. Mai 2000 ernannte ihn Papst Johannes Paul II. zum Bischof von Melipilla. Die Amtseinführung fand am 23. Juli desselben Jahres statt.
Papst Franziskus nahm am 7. März 2014 seinen altersbedingten Rücktritt an.